# Fluorure de strontium
Le fluorure de strontium est un composé chimique de formule SrF2. C'est un solide blanc brillant de structure cristalline semblable à celle de la fluorite. Il fond à 1 477 °C et bout à 2 460 °C. Il est irritant pour la peau et les yeux, et est nocif lorsqu'il est inhalé ou absorbé.
On prépare le SrF2 en faisant réagir du fluor F2 avec du chlorure de strontium SrCl2, ou par action de l'acide fluorhydrique HF sur le carbonate de strontium SrCO3.
Le SrF2 est transparent pour les longueurs d'onde comprises entre 150 nm dans l'ultraviolet et 11 µm dans l'infrarouge, ce qui lui vaut certaines applications comme revêtement optique sur des lentilles ainsi que sur le cristal d'appareils de mesure de thermoluminescence.
Le fluorure de strontium 90 a été utilisé en URSS et en Russie comme vecteur de radioisotope dans des générateurs thermoélectriques à radioisotope meilleur marché qu'avec le plutonium 238 .